# Istenszülő bevezetése a templomba fatemplom (Kolozs)
A kolozsi Istenszülő bevezetése a templomba fatemplom műemlékké nyilvánított épület Romániában, Kolozs megyében. A romániai műemlékek jegyzékében a  CJ-II-m-B-07573 sorszámon szerepel.